# Gamma Sagittarii
Gamma Sagittarii (γ Sgr / 10 Sagittarii / HD 165135), conosciuta anche con i nomi di Nash, Alnasl, Nasl o Al Nasl, è una stella della costellazione del Sagittario.
Situata ad appena 52 secondi d'arco da W Sagittarii, forma con questa un doppia ottica, tuttavia le due stelle non sono associate fisicamente, in quanto mentre Nash dista all'incirca 96 anni luce, mentre W Sagittarii è 16 volte più lontana.

## Osservazione
Si tratta di una stella situata nell'emisfero celeste australe; grazie alla sua posizione non fortemente australe, può essere osservata dalla gran parte delle regioni della Terra, sebbene gli osservatori dell'emisfero sud siano più avvantaggiati. Essendo 30° sotto l'equatore celeste, essa è visibile solo nelle zone temperate dell'emisfero boreale, mentre in quelle settentrionali è invisibile o appare molto bassa all'orizzonte. D'altra parte appare circumpolare solo nelle regioni antartiche. La sua magnitudine pari a 2,98 le consente di essere scorta con facilità anche dalle aree urbane di moderate dimensioni.
Il periodo migliore per osservarla corrisponde all'estate boreale. Nell'emisfero sud è visibile anche per un periodo maggiore, data la declinazione della stella.
Gamma Sagittarii è una componente dell'asterismo della Teiera.

## Caratteristiche
Di magnitudine apparente +2,98, Nash è la settima stella più brillante del Sagittario; si tratta di una gigante arancione di tipo spettrale K1 64 volte più luminosa del Sole, con una massa che è circa il doppio di quella della nostra stella e una raggio 12 volte superiore. Nash serve come indicatore per il centro della galassia; seguendo la "freccia" del Sagittario da ovest nella direttrice che va da Kaus Media (Delta Sagittarii) a Nash, a un grado e mezzo a nord si trova il centro della Via Lattea, non visibile direttamente per la presenza di polvere interstellare in quella direzione.